# Chequiaraju
De Chequiaraju is een berg in Peru. De berg heeft een hoogte van 5.286 meter en maakt deel uit van het Andesgebergte.